# 2-cloro-2-metilpentano
El 2-cloro-2-metilpentano es un compuesto orgánico de fórmula molecular C6H13Cl. Es un haloalcano de seis átomos de carbono con un átomo de cloro, isómero de 1- y de 2-clorohexano. A diferencia de estos, su cadena carbonada no es lineal sino ramificada.

## Propiedades físicas y químicas
A temperatura ambiente, el 2-cloro-2-dimetilpentano es un líquido con una densidad inferior a la del agua, ρ = 0,860 g/cm³. Su punto de ebullición es 111 °C y su punto de fusión -35 °C, siendo este último valor estimado.
El valor del logaritmo de su coeficiente de reparto, logP = 3,02, denota que es más soluble en disolventes apolares que en disolventes polares. Así, en agua es muy poco soluble, apenas 117 mg/L.

## Síntesis
El 2-cloro-2-metilpentano se puede sintetizar por cloración de 2-metil-2-pentanol con ácido clorhídrico en presencia de un catalizador de zinc.
Posteriormente, el 2-cloro-2-metilpentano se aísla mediante la adición de éter de petróleo, extracción, lavado con una disolución de hidrogenocarbonato de sodio, secado sobre cloruro de calcio y eliminación del éter de petróleo.
Asimismo, la hidrocloración de 2-metil-2-penteno utilizando cloruro de hidrógeno, generado in situ a partir de clorotrimetilsilano y agua, permite obtener 2-cloro-2-metilpentano con un rendimiento del 96%.

## Usos
El 2-cloro-2-metilpentano se ha empleado para elaborar diolefinas, lo que se realiza por deshidrohalogenación y desalquilación simultánea usando como catalizador un óxido metálico a temperaturas de 500 - 800 °C.
El 2-cloro-2-metilpentano se puede utilizar para generar iones carbenio (RR'R"C+) iniciadores de reacciones de polimerización. Este ion se consigue haciendo reaccionar el 2-cloro-2-metilpentano con un ácido de Lewis.